# Poienița (Lepus község)
Poienița falu Romániában, Erdélyben, Fehér megyében.

## Fekvése
Lepus közelében fekvő település.

## Története
Poieniţa korábban Lepus része volt. 1956 körül vált külön 106 lakossal.
1966-ban 155, 1977-ben 100, 1992-ben 67, 2002-ben pedig 72 román lakosa volt.